# Єдзбарк
Єдзбарк (пол. Jedzbark, нім. Hirschberg) — село в Польщі, у гміні Барчево Ольштинського повіту Вармінсько-Мазурського воєводства.
Населення — 459 осіб (2011).
У 1975-1998 роках село належало до Ольштинського воєводства.

## Демографія
Демографічна структура станом на 31 березня 2011 року:
|          | Загалом | Допрацездатний вік | Працездатний вік | Постпрацездатний вік |
| -------- | ------- | ------------------ | ---------------- | -------------------- |
| Чоловіки | 236     | 49                 | 166              | 21                   |
| Жінки    | 223     | 48                 | 140              | 35                   |
| Разом    | 459     | 97                 | 306              | 56                   |